# Narifuri
narifuri（ナリフリ）は、東京を拠点とする総合ファッションブランド。「fashion+bicycle」を主コンセプトとする。カジュアルウェア、フォーマルスーツ、サイクルジャージといったアパレル＆ウェア、そしてバッグを始めとするファッションアクセサリーを展開する。
名称は、服装や態度を表す「形振り」からつけられた。アイコンは、自転車のペダルをモチーフとしたマークである。

## 概要
2007年に小林一将が創業。ブランド名の英語表記は小文字の「n」から始まる。
「fashion+bicycle」の主コンセプト通り、自転車に乗る際に快適であるための機能性を重視した製品作りを行うが、その全体デザインは、スポーティすぎず一般的な社会でも違和感がないことも重視している。その結果、スポーツや趣味として自転車に乗らない消費者からも支持を受けている。特にスーツコレクション購買層のおよそ半数は、スポーツや趣味として自転車には乗らない層である。
製品は、ジャケットなどのアウター、パンツ、バッグを中心とした製品展開を行っている。自転車プロショップ、ファッションブティック、セレクトショップ、デパートといった種別の店舗で販売されている。
アパレル関係者だけではなく一般層も参加できるイベント式展示会を行うこともある。その一例として、東京・代官山T-siteにてインテリアスタイリスト黒田美津子を迎え行った展示会が挙げられる。
2007年の創業より、創業者の小林一将が代表取締役として株式会社narifuriを経営してきた。2016年8月1日にヒットユニオン株式会社が株式会社narifuriの株式を100％取得し、完全子会社化。小林は７月末日で同社を退社し、田辺圭二が新代表に就任した。

## 特徴

### ブランドとしての特徴
各カテゴリー内の定番製品を、シーズン毎に機能性とデザイン性をアップデートしながら発表する手法をとり、大きく印象を変えるデザイン変更はあまり行わない。商品によっては創業当時からほとんどデザインを変えないものも存在する。
速乾性、伸縮性、通気性、耐久性といった機能性を製品に付加するため、製品に使用する素材も独自に生産を行っている。製品に使用する生地の7割ほどが、独自生産したものである。

### 製品の特徴
主製品のひとつであるバッグ商品には、ブランドのアイコンと同じ形、ペダルをモチーフとしたバックルを使用する。このバックルは単にブランドアイコンの形状をしているだけでなく、実際にバックルとしての機能性も備えているとされている。
narifuriは他分野ブランドとのコラボレーションを定期的に行っている（詳細は#コラボレーション）。

## 直営店舗
narifuri の直営として展開してきた店舗は、下記の通り。
- narifuri EBISU - 2011年、東京・恵比寿に直営店をオープン[12]。
- charifuri - 2012年、自転車屋charifuriを東京・恵比寿にオープン[13]。
- narifuri NYC - 2015年、アメリカ・ニューヨーク市内にニューヨーク店をオープン[14]。
- narifuri tokyo - 2017年、東京・千駄ヶ谷にnarifuri旗艦店ならびにcharifuriを移転、オープン[15]。
- 自転車洋品店 ナリフリ - 2018年、京都・四条河原町に路面店をオープン[16]。
- narifuri nagoya - 2020年、愛知・名古屋市内レイヤード ヒサヤオオドオリパークにオープン。

### ポップアップストア
期間限定でのショップ、『ポップアップストア』を頻繁に開催する。その会場となるのは、デパート、自転車ショップ、セレクトショップ、空港などである。

## コラボレーション
narifuriは、他分野ブランドとのコラボレーションを定期的に行っている。以下にnarifuriが過去に行ったコラボレーションを列挙する。
- ブリヂストンサイクル (narifuri x Bridgestone Cycle)
  - HELMZ シリーズ (2007〜[19])
- Fred Perry
  - ポロシャツ、ジャケット（2009[20]、2010[21][22]、2011[23]、2012[24]、2013[25]、2014[26]、2015[27]、2016[28][29]）

- Disney
  - Tシャツ、サイクルジャージ (2013[30]、2014[31])
- Star Wars
  - Tシャツ、サイクルジャージ、バッグ (2014[32]、2015[33])
  - 自転車 (2015　HELMZ STAR WARS COLLECTION [34])
- PEANUTS
  - サイクルジャージ (2016[35])
- DESCENTE 水沢ダウン
  - ダウンジャケット (2014[36]、2015[37]、2016[38])
- LAVENHAM
  - キルティングベスト (2014[39]、2016[40])
  - コート（2015[41])
- NEW ERA
  - キャップ（2013[42])
- SPIEWAK
  - ジャケット（2015[43]）
  - ベスト（2016[44])
- HUNTING WORLD
  - バッグ（2016[45])
- BONX
  - トランシーバー（2017[46]）
- SEIKO
  - ライダースクロノグラフ（2017[47]）